# Željko Pahek
Željko Pahek (né le 1954, à Županja, alors en Yougoslavie, aujourd’hui en Croatie) est un auteur et dessinateur de bande dessinée et artiste visuel croate et serbe. Il vit à Belgrade, en Serbie.

## Biographie
Professionnel de la BD depuis 1979, il alterne les récits de science-fiction et les histoires plus réalistes, tout en savourant l'humour noir grotesque.
Il a publié des bandes dessinées en tant que scénariste et dessinateur dans différentes revues en Serbie (Student, Vidici, Politikin Zabavnik, YU Strip, Stripoteka, Spunk novosti, Strip mania...) Croatie (Naš strip), Allemagne (Schwermetall), France (Fluide Glacial), Italie (L'Eternauta), Espagne (Zone 84), Belgique (Tintin), Grèce (Eleftherotipia) et USA (Heavy Metal Magazine)...

### Accueil critique
- « En ces vrais peintres: Đorđe Milović, Željko Pahek et Zoran Tucić, nous avons des créateurs contemporains d’une importance véritablement internationale. » — Paul Gravett[1]

## Œuvre (non exhaustive)
Bande dessinée
- Astro-iđani, Yougoslavie /Serbie/, 1981-1983.
- Once upon a time in the future, États-Unis, 1991.
- Depilacija Mozga, Yougoslavie /Serbie/, 1997.
- Badi kukavica i druge priče, Yougoslavie /Serbie/, 2001.
- Moby Dick[2] 1-2, scénario de Jean-Pierre Pécau, 12bis, France, 2005.
- 1300 kadrova, Bosnie-Herzégovine, 2014.
- Error Data (Chronicles by a Burnt Out Robot), Angleterre, 2016[3].
- La Légion des imperméables, YIL Edition, France, 2016.

Anthologies et collections
- Durch Bruch, Allemagne, 1990. (alias: Après le mur, Breakthrough, Falomlás, Der var engang en mur, Murros: Rautaesirippu repeää...)
- 15 Years of Heavy Metal: The World's Foremost Illustrated Fantasy Magazine, États-Unis, 1992.
- Signed by War — Getekend door de oorlog („Potpisano ratom”), Pays-Bas, 1994.
- 20 Years of Heavy Metal, États-Unis, 1997.
- Heavy Metal Magazine: 35th anniversary issue", États-Unis, 2012.
- Balkan Comics Connections: Comics from the ex-YU Countries, Royaume-Uni, 2013.
- Odbrana utopije, Serbie, 2014.
- Sarajevski atentat, Bosnie-Herzégovine, 2016.

Couleurs
- Jeremiah, par Hermann.
- Les Tours de Bois-Maury par Hermann.